# Алексеевское общество дел милосердия на Успенском острове
Алексеевское общество дел милосердия на Успенском острове — одно из крупнейших благотворительных обществ Санкт-Петербургской епархии в конце XIX и начале XX веков. У его истоков стоял протоиерей Алексий Колоколов (20 февраля 1836 — 29 января 1902).

## Основание Алексеевского общества
В середине XIX века Успенский (прежнее название Прусынский) остров на реке Волхов был необитаем. Благодаря богатому пожертвованию знатной прихожанки Анны Ивановной Скворцовой (урожденной Шабельской), отец Алексий выкупил у государства этот островок. И здесь появились богадельня, сиротский приют, больница; позднее была отстроена каменная церковь Успения с приделом во имя Тихона Задонского. Сбылась мечта отца Алексия о таком месте на земле, куда, как он говорил: «придет и страждущий телом, и страждущий духом, и неимущий, и обиженный судьбою, и старики, и дети, все жаждущие света для ума, тепла для сердца, помощи в бедствии, труда в безработице».
По сведениям за 1899 год на Успенском острове в богадельне жили более 100 человек; в детском приюте — 25 человек; работала церковно-приходская школа и больница.
Задуманное отцом Алексием благородное дело все больше претворялось в жизнь. И после его смерти (1902) труды не пропали даром. В 1903 году на основании высочайшего повеления было создано «Алексеевское общество дел милосердия на Успенском острове». Алексеевскому обществу по распоряжению императора Николая II передавались все богоугодные заведения Успенского острова и лежащий ниже по течению Волхова Вындин Остров.

## Устав Алексеевского общества
Устав общества был утвержден 28 февраля 1903 года министром внутренних дел России статс-секретарем Плеве. В уставе говорилось, что Алексеевское общество «имеет целью оказывать помощь всем нуждающимся в ней лицам всех сословий. Преимущественное право на попечение имеют крестьяне окрест острова Успенского лежащих деревень во всех своих нуждах: убогие, больные, дряхлые, сироты, также ищущие труда и, кроме того, больные судорабочие.
Для осуществления своих целей Обществу, по мере развития средств, предоставляется: 1. Иметь: а) богадельню для дряхлых, престарелых, слепых, убогих, идиотов; б) больницу; в) приют для малолетних с обучением практическим ремеслам, сельскому и молочному хозяйству. 2. Образовать общину сестер милосердия. 3. Выдавать посильные пособия натурою больным, погорельцам, пострадавшим от неурожая, падежа скота и т. под. бедствий».

## Благотворители Алексеевского общества
Император Николай II «повелеть соизволил отпустить Обществу …единовременное пособие в размере 6000 рублей»; сделала свой взнос (500 рублей) императрица Мария Федоровна; «Его Императорское Высочество Великий князь Сергей Александрович изволил принять на себя звание члена Алексеевского общества».
Денежные средства ежегодно поступали и от других членов императорского Дома. Среди учредителей, членов Алексеевского общества были представители знатных дворянских родов: княгини Оболенская и Юсупова, князь и княгиня Мещерские, графини О. Д. Апраксина, Е. Н. Адленберг, В. В. Бельгард, А. А. Толстая.
Попечителем Алексеевского общества состоял митрополит Санкт-Петербургский и Ладожский Антоний, председателем Совета — сенатор В. К. Саблер. В Совет Алексеевского общества входил академик архитектуры Н. А. Мельников, который спроектировал многие постройки на Успенском острове. С 1907 года почетным членом Алексеевского общества состоял известный хирург-ортопед, профессор Г. Н. Турнер. В ревизионную комиссию Алексеевского общества входил камергер Двора его Величества, Новоладожский предводитель дворянства Е. Г. Шварц.
Непосредственное руководство деятельностью благотворительных учреждений на Успенском острове осуществляла Вице-Председательница Совета общества М. В. Бельгард (3 мая 1867-16 февраля 1941), графиня, дочь генерала от инфантерии В. А. Бельгарда. Отец Алексий, духовный пастырь графини, завещал ей управление всем, что находилось на острове.

## Из отчетов Алексеевского общества
Отчеты Алексеевского общества (1903—1914) показывают, что в богадельне Успенского острова постоянно проживало около 100 человек; в приюте для детей воспитывалось до 40 мальчиков и девочек.
Среди попечительниц приюта: княгиня Н. И. Мещерская, Елена и Наталия Барицкие, М. Я. Рубашевская.
Работала на Успенском острове больница (с аптекой), существовала община сестер милосердия. Принимали больных даже из самых отдаленных мест. Ежедневно в больницу обращалось до 100 человек, а общее число амбулаторных больных доходило до 12 тысяч человек в год. Стационар больницы был рассчитан на 15 коек, в год здесь пролечивалось 200—300 человек; все лекарства из аптеки отпускались бесплатно. На Успенском острове установился такой обычай (еще при Алексии Колоколове): «не отказывать в пище всем нуждающимся в таковой», и ежегодно услугами бесплатной столовой пользовались более 1500 человек, в числе которых были нищие и странники-богомольцы.

## Судьба Успенского острова после 1917 года
После 1917 года Успенский остров был переименован в остров Октября. Все благотворительные заведения, кроме больницы, прекратили своё существование.
С 1935 по 1939 год здесь работала колония для малолетних преступников, позднее был устроен дом инвалидов (существовал на острове вплоть до 1964 года). Главой Успенского острова был врач Н. И. Кочетов (расстрелян во время сталинских репрессий).
После войны на острове Октября какое-то время содержались немецкие военнопленные. Затем на острове вновь был открыт дом инвалидов (после 1964 года инвалидов перевели в город Волхов).
В настоящее время на Успенском острове почти все постройки разрушены до основания, от церкви остались только стены. Остров сильно зарос травой и кустарником, свободный проход возможен только весной до роста травы.
На острове имеются 2 места для остановки с разбивкой лагеря — мыс с южной стороны, берег по центру острова с западной стороны.

## Восстановление памяти о делах благотворительности
Большую работу по восстановлению памяти о делах благотворительности на Успенском острове проделал исполнительный директор благотворительного фонда «Благовест» Н. Ф. Шверикас.
В 2001 году состоялось перезахоронение на Прусыногорское сельское кладбище (склеп под церковью Успения был разграблен) останков А. П. Колоколова, А. И. Скворцовой.